# Campagna per il disarmo nucleare
La Campagna per il disarmo nucleare (Campaign for Nuclear Disarmament, CND) è un'organizzazione britannica che si batte contro l'uso di armi nucleari, chimiche e biologiche. Inoltre, l'organizzazione è contraria alla costruzione di nuove centrali nucleari sul territorio britannico.

## Storia
La CND ha vissuto momenti di grande attività e di scarsa risonanza a seconda del livello di paura nei confronti dell'utilizzo delle tecnologie cui si oppone.
Il movimento nacque nel febbraio del 1958 a Londra ed ebbe immediatamente grande risonanza durante la marcia di Aldermaston (detta anche marcia di Pasqua) dello stesso anno. La risoluzione della crisi dei missili di Cuba del 1962 fece diminuire l'attenzione nei confronti dei rischi dovuti alle armi di distruzione di massa e negli anni successivi la partecipazione alle attività della CND visse un momento di ristagno.
Verso la fine degli anni settanta, il dispiegamento di missili a lunga gittata in Gran Bretagna e lungo i due lati della cortina di ferro fece tornare attuale la paura di un conflitto nucleare, ridando spinta alle attività del movimento.
La fine della guerra fredda, l'insediamento e le riforme di Michail Gorbacëv, i vari trattati (INF, START I, START II) e il collasso dell'Unione Sovietica assestarono colpi molto forti al livello di attività dell'organizzazione.
Attualmente la CND si batte contro il progetto Trident, un programma basato sull'acquisizione, da parte del Regno Unito, di varie testate nucleari montate su missili Trident.

## Simbolo
Il simbolo della CND è diventato più celebre, in seguito, come simbolo della pace. Deriva dalla sovrapposizione di due simboli dell'alfabeto semaforico, ovvero quello della lettera N (che sta per nuclear) e quello della lettera D (che sta per disarmament).

Il simbolo semaforico della N
Il simbolo semaforico della D
Il simbolo della CND e della pace